# Hadena suavina
Hadena suavina là một loài bướm đêm trong họ Noctuidae.